# Баянбулаг
Баянбулаг (рус. Богатый родник) — сомон аймака Баянхонгор в Южной Монголии, площадь которого составляет 3 170 км². Численность населения по данным 2006 года составила 2 143 человек.
Центр сомона — посёлок Баянбулаг, расположенный в 250 километрах от административного центра аймака — города Баянхонгор и в 890 километрах от столицы страны — Улан-Батора.

## География
На территории сомона располагаются хребты Бугата, Шарилын и Даланг; горы Гурван буут, Их элстий, Бумбан хайрхан, Тост, Ямаат, Баруун, Тэгш, Хушиг Булган. В этом районе протекают реки Хангал, Ар, Увур, Жаргалант, Даага Бурд; находится озеро Сангийн далай.
Климат резко континентальный. Средняя температура января -20°-25°С, июня +10°-15°С, средняя ежегодная норма осадков 180-240 мм.
Темно-коричневая гористая почва покрыта степной растительностью.
В сомоне имеются залежи известняка.